# 馮佐周
馮 佐周（ひょう さしゅう、ベトナム語：Phùng Tá Chu / 馮佐周、天資嘉瑞6年（1191年） - 天応政平10年（1241年））は、李朝末期から陳朝初期の大越の政治家。

## 生涯
馮佐康の子。治平龍応6年（1210年）に李朝の内殿直として、皇太子李旵（後の恵宗）の后に陳氏容（陳承・陳嗣慶兄弟の妹）を擁立するために奔走し、以後も陳承・陳嗣慶及びその従弟の陳守度と結んで活動する。恵宗の次女・仏金を陳承の次男・陳煚に嫁がせて彼に皇位を継がせるという簒奪計画の実現に奔走した。陳煚の即位（太宗）後は、宰相格である輔国太傅に任じられて権知乂安府（乂安府の長官）を兼ね、現地において一定の爵位を授けられる特権を与えられる。更に天応政平3年（1234年）には興仁王に封じられ、更に天応政平5年（1236年）には興仁大王、天応政平8年（1239年）には入内太傅に任じられ、同年には陳氏の故郷である即墨郷に設置された宮殿造営の責任者となるなど、要職の多くを宗室が占めた陳朝にあって、陳守度・陳柳（太宗の兄）に次ぐ地位を占めた。